# Wilhelm Tempel (SS-Mitglied)
Wilhelm Tempel (* 1. November 1908; † 29. Mai 1946 in Landsberg am Lech) war SS-Scharführer und als Arbeitsdienst-  und Rapportführer in Außenkommandos des KZ Dachau eingesetzt.

## Biografie
Tempel, verheiratet und Vater von fünf Kindern, war seit 1932 Mitglied der SS.  Im Mai 1940 wurde er Mitglied der Waffen-SS und wurde im Oktober 1942 in das KZ Majdanek  und später in das KZ Auschwitz versetzt, wo er bis zum 25. Juli 1944 tätig war. Am 6. August 1944 erfolgte seine Versetzung in das KZ Dachau. Und von dort wurde er am 15. August 1944 dem Dachauer KZ-Außenlager Kaufering IV – Hurlach als Arbeitsdienstführer zugeteilt. Im Januar 1945 wurde er von dort in das KZ-Außenlager Kaufering I – Landsberg versetzt und war dort als Rapportführer tätig. Ende April 1945 begleitete er von dort einen Evakuierungsmarsch.
Am 15. November 1945 wurde Tempel im Dachau-Hauptprozess, der im Rahmen der Dachauer Prozesse stattfand, aufgrund der Anklage von Kriegsverbrechen vor ein US-amerikanisches Militärgericht gestellt und am 13. Dezember 1945 mit 35 weiteren Mitangeklagten zum Tod durch den Strang verurteilt. Beim Urteil wurden als individuelle Exzesstaten bei Tempel die schwere Misshandlung von Häftlingen, durch Schlagen mit einem Gummischlagstock und die Erschießung mehrerer Häftlinge berücksichtigt. Das Urteil wurde am 29. Mai 1946 im Kriegsverbrechergefängnis Landsberg vollstreckt.